# Nederland op het Junior Eurovisiesongfestival 2013

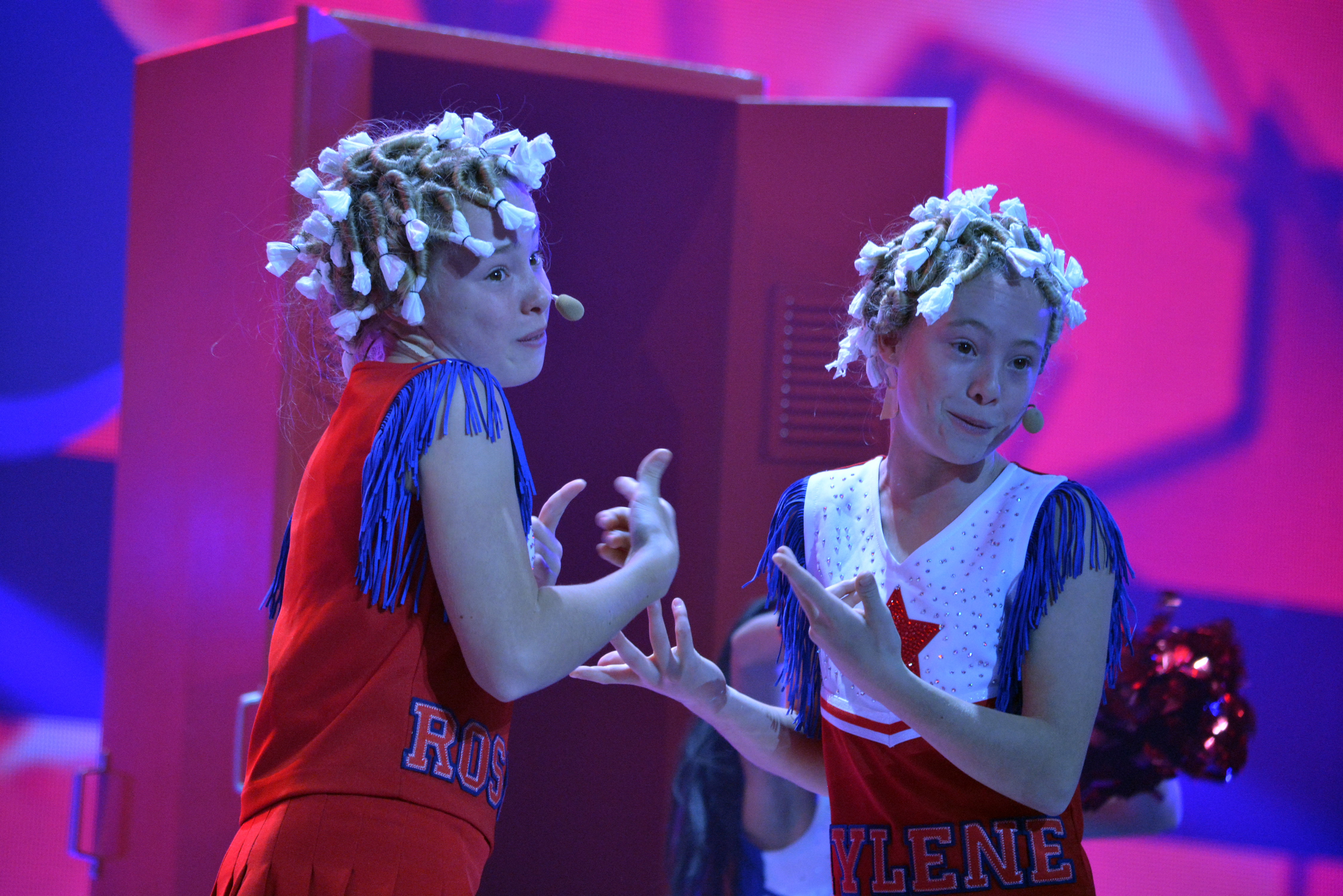
Mylène en Rosanne tijdens een repetitie op het Junior Eurovisiesongfestival 2013

Nederland nam deel aan het Junior Eurovisiesongfestival 2013, dat gehouden werd in Kiev, de hoofdstad van Oekraïne. Het was daarmee de elfde deelname van Nederland op het Junior Eurovisiesongfestival. De selectie verliep via het jaarlijkse Junior Songfestival. De AVRO was verantwoordelijk voor de Nederlandse bijdrage.

## Selectieprocedure
Er waren acht finalisten, verdeeld over twee halve finales. Uit elke halve finale mochten de beste twee rechtstreeks door naar de finale. Na afloop van de halve finales werd er door de vakjury nog een wildcard uitgedeeld aan een van de vier afvallers.

## Junior Songfestival 2013

### Halve finales
14 september 2013
| Plaats | Artiest       | Lied           | Kinderjury | Vakjury | Publiek | Totaal |
| ------ | ------------- | -------------- | ---------- | ------- | ------- | ------ |
| 1      | Sarah & Julia | Live life      | 12         | 12      | 12      | 36     |
| 2      | Loeki         | Gewoon in love | 8          | 9       | 10      | 27     |
| 3      | Mathilde      | Wondergirl     | 10         | 8       | 9       | 27     |
| 4      | Giorgio       | Whatever       | 9          | 10      | 8       | 27     |

- Bij een gelijke stand is de publieksjury beslissend, waardoor Loeki tweede werd, Mathilde derde en Giorgio vierde.

21 september 2013
| Plaats | Artiest          | Lied                  | Kinderjury | Vakjury | Publiek | Totaal |
| ------ | ---------------- | --------------------- | ---------- | ------- | ------- | ------ |
| 4      | Roan             | Welkom in mijn dromen | 8          | 8       | 9       | 25     |
| 3      | Dali             | Mijn eigen lied       | 9          | 10      | 8       | 27     |
| 2      | Mylène & Rosanne | Double me             | 10         | 9       | 12      | 31     |
| 1      | Kim              | Ik ben verliefd       | 12         | 12      | 10      | 34     |

### Finale
28 september 2013
| Plaats | Artiest          | Lied            | Kinderjury | Vakjury | Publiek | Totaal |
| ------ | ---------------- | --------------- | ---------- | ------- | ------- | ------ |
| 3      | Sarah & Julia    | Live life       | 9          | 10      | 10      | 29     |
| 5      | Loeki            | Gewoon in love  | 7          | 8       | 7       | 22     |
| 2      | Kim              | Ik ben verliefd | 10         | 12      | 9       | 31     |
| 1      | Mylène & Rosanne | Double me       | 12         | 9       | 12      | 33     |
| 4      | Mathilde         | Wondergirl      | 8          | 7       | 8       | 23     |

## In Kiev
Nederland trad als tiende land op in Oekraïne. Mylène & Rosanne eindigden er op de achtste plaats.

### Gekregen punten
| 12 punten                                  | 10 punten  | 8 punten  | 7 punten               | 6 punten                |
| ------------------------------------------ | ---------- | --------- | ---------------------- | ----------------------- |
|                                            |            |           | - Malta                | - Wit-Rusland - Zweden  |
| 5 punten                                   | 4 punten   | 3 punten  | 2 punten               | 1 punt                  |
| - Armenië - Azerbeidzjan - Noord-Macedonië | - Oekraïne | - Rusland | - Georgië - Kinderjury | - Moldavië - San Marino |